# Wenn alle untreu werden

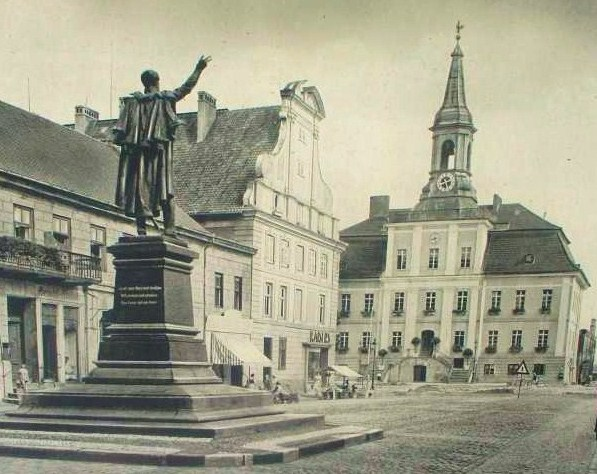
Rückseite des Schenkendorf-Denkmals in Tilsit mit den Worten aus Wenn alle untreu werden: „Ich will mein Wort nicht brechen. Will predigen und sprechen vom Kaiser und vom Reich“.

Wenn alle untreu werden ist ein deutsches Volks- und Studentenlied, das auf einem politischen Gedicht von Max von Schenkendorf aus dem Jahre 1814 basiert und in verschiedenen Textfassungen existiert. Schenkendorf widmete das Lied dem „Turnvater“ Friedrich Ludwig Jahn und gab damit enttäuschten Hoffnungen auf ein geeintes Deutschland Ausdruck.

## Geschichte
Das im Juni 1814 entstandene Gedicht ist ein bekanntes Zeugnis von Schenkendorfs Hoffnung auf eine Wiederherstellung eines deutschen Kaiserreichs. Daher versah er es mit der Widmung „Erneuter Schwur, an den Jahn, vonwegen des heiligen teutschen Reiches“. Damit bezog er sich auf den „Turnvater“ Friedrich Ludwig Jahn und auf von diesem und anderen in den Befreiungskriegen (1813/14) gehegten Hoffnungen auf ein geeintes Deutschland, die aber mit dem im Mai 1814 geschlossenen Ersten Pariser Frieden enttäuscht worden waren. Wie anderen Werken aus dieser Zeit lag dem Gedicht ein „romantischer Rückblick auf die vermeintliche Größe und Einheit des mittelalterlichen deutschen Kaiserreichs“ zugrunde.
Schenkendorfs Gedicht stellt eine Kontrafaktur des mit dem gleichen Vers beginnenden geistlichen Liedes VI von Novalis (gedruckt 1802) dar, dessen lyrisches Ich sich an Christus wendet: „Wenn alle untreu werden, so bleib ich Dir doch treu.“
Im 1819 von Adolf Ludwig Follen herausgegebenen Liederbuch Freye Stimmen frischer Jugend ist das Gedicht in überarbeiteter Form als Lied enthalten. Dabei wird unter anderem die Ich-Form des Originals zum kollektiven Wir umgestaltet, wodurch aus einem individuellen Treuebekenntnis ein Appell an eine Gruppe wird. Für den Schlussvers des Liedes wird Schenkendorfs Widmung „vonwegen des heiligen teutschen Reiches“ übernommen: „Woll’n predigen und sprechen vom heil’gen teutschen Reich“. Gegen Ende des 19. Jahrhunderts wurde das so überarbeitete und mit einer gängigen Melodie versehene Lied zu einem Kampflied des deutschen Nationalismus, wurde aber ebenso von Theodor Herzl 1896 als Lied der jüdischen Nation empfohlen.
Der Musikpädagoge Walther Hensel unterlegte den Text 1923 mit einer der niederländischen Nationalhymne entlehnten Weise.
 In der Zeit des Nationalsozialismus wurde das Lied in abgewandelter Form als „Treuelied“ von der Schutzstaffel (SS) verwendet. Im SS-Liederbuch war es „nach dem Deutschlandlied und dem Horst-Wessel-Lied […] exponiert an dritter Stelle“ aufgeführt. Die Fassung im SS-Liederbuch entspricht weitgehend der zu Beginn des 20. Jahrhunderts üblichen Fassung des Liedes, wobei die dritte Strophe entfiel, in der zweiten Strophe „Treue“ statt „Reue“ und am Ende der letzten Strophe „vom heil’gen deutschen Reich“ gesungen wurde. Durch die „stark emotional aufgeladenen Formulierungen“ des Liedes war es möglich, die ursprünglichen Bezüge durch wenige Änderungen vergessen zu machen und den Text an die neuen politischen Gegebenheiten anzupassen.  Laut dem Historiker Karsten Wilke wurde Treue innerhalb der SS als „wichtigste Tugend überhöht“, was sich auch im Wahlspruch Meine Ehre heißt Treue reproduziere.
Das Lied war bei katholischen Jugendverbänden wie dem Heliand-Bund auch während der Nazi-Zeit inklusive der dritten Strophe weiter in Gebrauch, wobei der Text im Gegensatz zu den nationalsozialistischen Gruppen nicht als Treuelied für Führer und Volk, sondern für Gott ausgelegt wurde.
In der Bundesrepublik Deutschland wurde das Lied von der Hilfsgemeinschaft auf Gegenseitigkeit der Angehörigen der ehemaligen Waffen-SS (HIAG) intern und öffentlich weitergenutzt.

## Text
Schenkendorfs Gedicht (1814)

Erneuter Schwur. Junius 1814.

An Friedrich Ludwig Jahn.

Wenn alle untreu werden,

So bleib ich euch doch treu,

Daß immer noch auf Erden

Für euch ein Streiter sey.

Gefährten meiner Jugend,

Ihr Bilder beß’rer Zeit,

Die mich zu Männertugend

Und Liebestod geweiht.

Wollt nimmer von mir weichen,

Mir immer nahe seyn,

Treu wie die deutschen Eichen,

Wie Mond- und Sonnenschein.

Einst wird es wieder helle

In aller Brüder Sinn,

Sie kehren zu der Quelle

In Lieb’ und Reue hin.

Es haben wohl gerungen

Die Helden dieser Frist,

Und nun der Sieg gelungen

Uebt Satan neue List.

Doch wie sich auch gestalten

Im Leben mag die Zeit,

Du sollst mir nicht veralten,

O Traum der Herrlichkeit.

Ihr Sterne seyd mir Zeugen

Die ruhig niederschau’n,

Wenn alle Brüder schweigen

Und falschen Götzen trau’n;

Ich will mein Wort nicht brechen

Und Buben werden gleich,

Will predigen und sprechen

Von Kaiser und von Reich.
Textfassung 1861

Erneuter Schwur. Von wegen

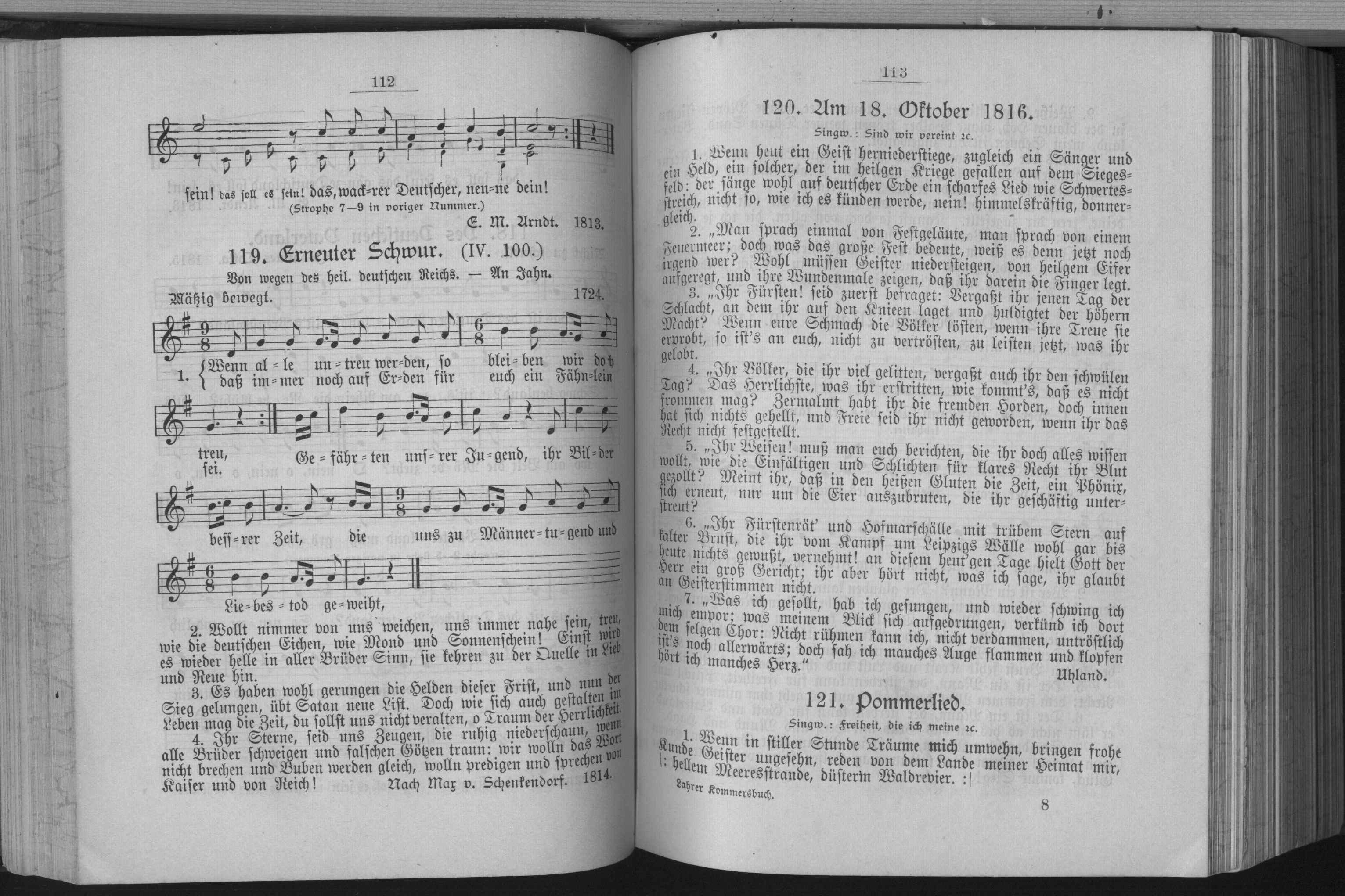
Das Lied unter dem Titel Erneuter Schwur in einem alten Kommersbuch

des heil. deutschen Reichs. – An Jahn.

Wenn alle untreu werden,

so bleiben wir doch treu,

daß immer noch auf Erden

für euch ein Fähnlein sei.

Gefährten unsrer Jugend,

ihr Bilder bess’rer Zeit,

die uns zu Männertugend

und Liebestod geweiht.

Wollt nimmer von uns weichen,

uns immer nahe sein,

treu, wie die deutschen Eichen,

wie Mond und Sonnenschein!

Einst wird es wieder helle,

in aller Brüder Sinn,

sie kehren zu der Quelle

in Lieb’ und Reue hin.

Es haben wohl gerungen

die Helden dieser Frist,

und nun der Sieg gelungen,

übt Satan neue List.

Doch wie sich auch gestalten

im Leben mag die Zeit,

Du sollst mir nicht veralten,

o Traum der Herrlichkeit!

Ihr Sterne seid uns Zeugen,

die ruhig niederschau’n,

wenn alle Brüder schweigen

und falschen Götzen trau’n:

wir woll’n das Wort nicht brechen,

nicht Buben werden gleich,

woll’n predigen und sprechen

vom heil’gen deutschen Reich!
Textfassung um 1900

Erneuter Schwur. Von wegen

des heil. deutschen Reichs. – An Jahn.

Wenn alle untreu werden,

so bleiben wir doch treu,

daß immer noch auf Erden

für euch ein Fähnlein sei.

Gefährten unsrer Jugend,

ihr Bilder bess’rer Zeit,

die uns zu Männertugend

und Liebestod geweiht.

Wollt nimmer von uns weichen,

uns immer nahe sein,

treu wie die deutschen Eichen,

wie Mond und Sonnenschein!

Einst wird es wieder helle,

in aller Brüder Sinn,

sie kehren zu der Quelle

in Lieb und Reue hin.

Es haben wohl gerungen

die Helden dieser Frist,

und nun der Sieg gelungen,

übt Satan neue List.

Doch wie sich auch gestalten

im Leben mag die Zeit,

Du sollst uns nicht veralten,

o Traum der Herrlichkeit.

Ihr Sterne seid uns Zeugen,

die ruhig niederschaun,

wenn alle Brüder schweigen

und falschen Götzen traun:

Wir wolln das Wort nicht brechen

und Buben werden gleich,

wolln predigen und sprechen

von Kaiser und von Reich!
Für die letzte Zeile (im Original „von Kaiser und von Reich“) existieren mehrere abweichende Versionen. Bereits seit dem 19. Jahrhundert ist die Variante „vom heil’gen deutschen Reich“ verbreitet. Im ÖCV wird die Fassung „von unserm Österreich“ gesungen.

## Melodien
Im 19. Jahrhundert wurde eine Melodie in leicht abgewandelter Form von Pour aller à la chasse faut être matineux (Wer jagen will, muss früh aufstehen), einem französischen Jagdlied von 1724, übernommen. Sie ist auch durch das Trinklied Es saßen die alten Germanen zu beiden Ufern des Rheins populär geblieben. Laut Kurt Reumann soll das Gedicht von Karl August Groos vertont worden sein.
1923 unterlegte Walther Hensel den Text mit einer Weise, die der niederländischen Nationalhymne (dem Wilhelmus) entlehnt worden ist. Diese Weise wird auch in Heinos Interpretation des Liedes im 1980 erschienenen Album Die schönsten deutschen Heimat- und Vaterlandslieder verwendet.